# Sam Horgan
Pour les articles homonymes, voir Horgan.
Sam Horgan, né le 20 avril 1987 à Christchurch, est un coureur cycliste néo-zélandais. Il a notamment remporté le titre de champion d'Océanie du contre-la-montre en 2012.

## Palmarès
- 2007
  - 2ea et 3eb étapes du Tour de Canterbury
  - 2e du Tour de Canterbury
- 2008
  - 2e étape du Tour de Canterbury (contre-la-montre)
  - 2e de la Main Divide Cycle Race
- 2009
  - Prologue des Benchmark Homes Series (contre-la-montre par équipes)
  - 2e (contre-la-montre) et 3e étapes du Tour de Canterbury
  - 6eb étape du Tour de Nouvelle-Calédonie (contre-la-montre)
  -  Médaillé de bronze au championnat d'Océanie du contre-la-montre espoirs
- 2011
  -  Champion de Nouvelle-Zélande du contre-la-montre interclubs
  - Benchmark Homes Series :
    - Classement général
    - 1re étape

  - 1re et 2e étapes du Feilding Festival of Cycling
- 2012
  -  Champion d'Océanie du contre-la-montre
  -  Champion de Nouvelle-Zélande sur route interclubs
  -  Champion de Nouvelle-Zélande du contre-la-montre interclubs
  - Tour de Canterbury :
    - Classement général
    - 2e et 3e étapes

  - Le Race
  - Prologue et 3e (contre-la-montre) étape du Tour de Lakes
  - 1re étape du Feilding Festival of Cycling
  - 2e du championnat de Nouvelle-Zélande du contre-la-montre
  - 6e du championnat d'Océanie sur route
- 2013
  - Classement général du Tour de Canterbury
  - Le Race
  - 4e étape des Benchmark Homes Series
  - Classement général du Tour of the Great South Coast
  - Melbourne to Warrnambool Classic
- 2014
  - 2e du championnat de Nouvelle-Zélande du contre-la-montre
  - 5e du championnat d'Océanie sur route
- 2015
  - Calder Stewart Series :
    - Classement général
    - 2e et 3e étapes

  - 1re et 5e étapes des Timaru Two Day Tour
  - 3e de Le Race
- 2016
  - Prologue du Tour de Southland (contre-la-montre par équipes)
  - 2e des Calder Stewart Series
- 2017
  - K2 Classic
  - 2e des Calder Stewart Series
- 2018
  - Main Divide Cycle Race
  - 3e étape des Calder Stewart Series
  - 2e de Le Race

## Classements mondiaux
| Année                                 | 2009 | 2010 | 2011 | 2012 | 2013 | 2014 | 2015 | 2016  | 2017  | 2018  |
| ------------------------------------- | ---- | ---- | ---- | ---- | ---- | ---- | ---- | ----- | ----- | ----- |
| Classement mondial                    |      |      |      |      |      |      |      | 2818e | 2096e | 2002e |
| UCI Oceania Tour                      | 35e  | nc   | nc   | 8e   | 28e  | 24e  | 9e   | 110e  | 57e   | 57e   |
|                                       |      |      |      |      |      |      |      |       |       |       |
| Légende : nc = non classéSource : UCI |      |      |      |      |      |      |      |       |       |       |